# 普卡丘瓦尼亞山
14°11′37″S 70°34′48″W / 14.19361°S 70.58000°W
普卡丘瓦尼亞山（Pucachuaña），是秘魯的山峰，位於該國東南部普諾大區，由梅爾加省的努尼奧瓦區負責管轄，屬於韋爾卡努塔山脈的一部分，海拔高度約5,000米。